# Kościół św. Zofii w Sułkowicach
Kościół świętej Zofii – rzymskokatolicki kościół filialny należący do parafii Najświętszego Serca Pana Jezusa w Sułkowicach. Jest jedynym rejestrowanym zabytkiem miasta.
Jest to niewielka świątynia wzniesiona w 1627 roku dzięki fundacji starosty lanckorońskiego Jana Zebrzydowskiego. Została odbudowana praktycznie od podstaw w 1825 roku i wyremontowana została w 1968 roku. We wnętrzu znajduje się ołtarz św. Zofii w stylu późnobarokowym, a także drewniane drzwi z końca XVII wieku, które zostały przeniesione ze starej świątyni parafialnej. Na drzwiach znajduje się specjalnie wyrzeźbione wgłębienie, nazywane „stopką Matki Boskiej”. Ławki w świątyni podarowane zostały w 1978 roku przez bazylikę Ofiarowania Najświętszej Maryi Panny w Wadowicach.